# Zhiwei Yun
Pour les articles homonymes, voir Yun.
Zhiwei Yun (chinois simplifié : 恽之玮 ; pinyin : Yùn Zhīwěi) est un mathématicien chinois, né en 1982.
Il est professeur de mathématiques à l'Université Yale, spécialisé en théorie des nombres, en géométrie algébrique et en théorie de la représentation, avec un accent particulier sur le programme de Langlands. 

## Biographie et carrière
Yun est né à Changzhou en Chine en septembre 1982. Il participe en tant que lycéen aux Olympiades internationales de mathématiques en 2000 ; il y a reçu une médaille d'or avec un score parfait. Yun obtient son baccalauréat à l'Université de Pékin en 2004. En 2009, il reçoit son doctorat à l'Université de Princeton, sous la direction de Robert MacPherson, avec une thèse intitulée « Towards A Springer Theory for Global Function Fields »,.
Avant de partir à l'Université Yale en 2016, il a occupé une chaire de professeur invité à l'Université Stanford, de 2012 à 2016, et la chaire Moore à l'Institut de technologie du Massachusetts, de 2010 à 2012.

## Prix et distinctions
En 2012 il est lauréat du prix SASTRA Ramanujan pour ses « contributions fondamentales à plusieurs domaines qui se situent à l'interface de la théorie de la représentation, de la géométrie algébrique et la théorie des nombres ».
En 2016 il reçoit la médaille Morningside lors du septième Congrès international des mathématiciens chinois qui s'est déroulé à Pékin.
Ses collaborations avec Wei Zhang, Xinyi Yuan et Xinwen Zhu ont reçu l'attention de publications telles que Quanta Magazine et Business Insider,. En particulier, son travail avec Wei Zhang sur le développement de Taylor de L-fonctions est « déjà salué comme l'une des plus passionnantes découvertes dans un domaine important de la théorie des nombres des 30 dernières années. ».

## Sélection de publications
- « Galois representations attached to moments of Kloosterman sums and conjectures of Evans », Compositio Mathematica 151 (2015), no. 1, 68-120.
- avec Davesh Maulik : « Macdonald formula for curves with planar singularities », Journal für die reine und angewandte Mathematik 694 (2014), 27-48.
- « Motives with exceptional Galois groups and the inverse Galois problem », Inventiones mathematicae 196 (2014), no. 2, 267-337.
- avec R.Bezrukavnikov : « On Koszul duality for Kac-Moody groups », Represent. Theory 17 (2013), 1-98.
- avec Ngô Bảo Châu et Jochen Heinloth : « Kloosterman sheaves for reductive groups », Annals of Mathematics 177 (2013), no.1, 241-310.
- Langlands duality and global Springer theory, Compositio Mathematica 148 (2012), no.3, 835-867.
- « Global Springer Theory », Advances in Mathematics 228 (2011), 266-328.
- « The fundamental lemma of Jacquet and Rallis », Duke Mathematical Journal 156 (2011), no. 2, 167-227.
- « Weights of mixed tilting sheaves and geometric Ringel duality », Selecta Math. (N.S.) 14 (2009), no. 2, 29-320
- avec Alexei Oblomkov : « Geometric representations of graded and rational Cherednik algebras », Advances in Mathematics 92 (2016), 601-706.
- avec Wei Zhang : « Shtukas and the Taylor expansion of L-functions ».